# Sauvelade
Sauvelade is een gemeente in het Franse departement Pyrénées-Atlantiques (regio Nouvelle-Aquitaine) en telt 207 inwoners (2004). De plaats maakt deel uit van het arrondissement Pau.

## Geografie
De oppervlakte van Sauvelade bedraagt 11,8 km², de bevolkingsdichtheid is 17,5 inwoners per km².
De onderstaande kaart toont de ligging van Sauvelade met de belangrijkste infrastructuur en aangrenzende gemeenten.

## Demografie
Onderstaande figuur toont het verloop van het inwonertal (bron: INSEE-tellingen).